# 近江貯蓄銀行
近江貯蓄銀行（おうみちょちくぎんこう）は、明治期に滋賀県で設立された貯蓄銀行。
1895年（明治28年）6月、前年に施行された貯蓄銀行条例に基づき第百三十三国立銀行の子会社として設立。役員、株主共に同行の関係者で占められており、設立当初は本店も、第百三十三国立銀行本店内部にあった。同行が八幡銀行と合併し滋賀銀行になったことを受け、1934年（昭和9年）6月に八幡銀行系列の滋賀合同貯蓄銀行と合併し、滋賀貯蓄銀行を新たに設立。

## 沿革
- 1895年（明治28年）6月7日：設立
- 1895年（明治28年）7月13日：開業
- 1934年（昭和9年）6月9日：滋賀合同貯蓄銀行と合併し滋賀貯蓄銀行を新立